# Trente et un (jeu)
Pour le nombre, voir 31 (nombre).
 (avril 2022).
Si vous disposez d'ouvrages ou d'articles de référence ou si vous connaissez des sites web de qualité traitant du thème abordé ici, merci de compléter l'article en donnant les références utiles à sa vérifiabilité et en les liant à la section « Notes et références ».

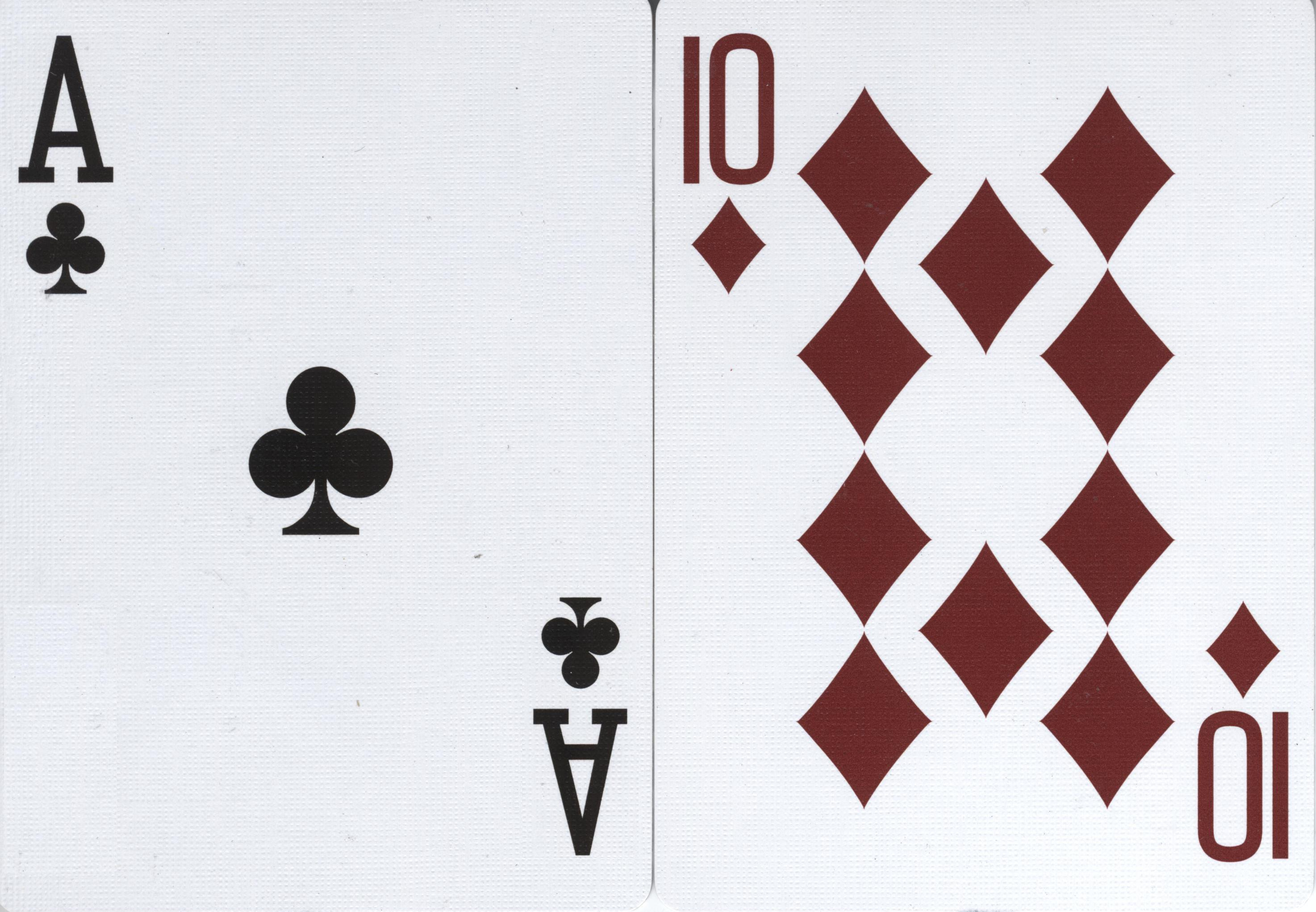
Cartes Du Jeu

Le Trente et un est un jeu de pari basé sur le principe du blackjack.
Il peut se jouer à partir de deux joueurs mais est plus amusant en étant nombreux.
Il peut être joué avec de l'argent ou des allumettes pour représenter le nombre de vies du joueur. Il est dans ce cas appelé le jeu des allumettes, et cette variante est très populaire dans la commune de Bart.

## Matériel
- Un jeu de 36 cartes (du 6 à l'As).
- 3 pièces par joueur (alternative : 3 allumettes)

## Principe
Le principe du jeu est de ne pas avoir la main la plus faible (le moins de points) sachant que le nombre de point maximum est de 31.

## Distribution
Après avoir mélangé les cartes, le joueur numéro 1 regarde (sans les montrer aux autres) les 3 premières cartes du jeu.
- Cas 1 : il garde les cartes

Bien entendu, il garde les cartes si elles lui plaisent. Dans ce cas, les 3 cartes suivantes sont placées au milieu de la table face visible.
- Cas 2 : il refuse les cartes

Il les dispose alors au milieu de la table pour être visible par tous. Les 3 prochaines cartes du paquet sont alors pour lui.
Le joueur distribue alors trois cartes à chaque joueur en une seule fois (ie : 3 pour le joueur 2, puis les 3 suivantes pour le joueur 3...).
La première personne à jouer est le joueur placé à côté du distributeur (à gauche en général).

## Le jeu
Le joueur dont c'est le tour a plusieurs actions possibles :
- Il garde ses cartes en main (il passe)

Ce geste est le signal du dernier tour. Chacun devra jouer une dernière fois jusqu'à revenir à ce joueur (qui ne peut plus jouer). Le jeu passe alors à l'évaluation des mains.
- Il choisit d'échanger une carte entre sa main et les cartes posées sur la table

C'est alors au joueur suivant de jouer.
- Il choisit d'échanger l'ensemble de ses cartes contre celles du milieu

C'est alors au joueur suivant de jouer. Celui qui a échangé l'intégralité de son jeu ne peut plus échanger de cartes et doit passer.
- Il a 31 points dans les mains

En réalité, dès qu'un joueur a 31 points (en particulier dès la distribution), il doit arrêter le jeu et signaler sa main. Le jeu passe alors à la phase d'évaluation des mains.

## L'évaluation des mains
Valeur des cartes
- As = 11 points ( en aucun cas l’As baisse de valeur )
- Figures (R, D, V) = 10 points
- Chiffres (10 à 6) = valeur de la carte
Calcul d'une main
Le calcul d'une main se fait en additionnant les points des cartes d'une même couleur (♠, ♥, ♦, ♣). Exemples :
- 8 ♥ + V ♠ + D ♣ = 10 points
- 10 ♣ + 7 ♠ + 9 ♠ = 16 points
- As ♥ + 10 ♥ + V ♥ = 31 points
Il est aussi possible de réaliser un score de 30points en ayant 3 cartes identiques (trois As, trois 7, trois Valets...).

## Fin de partie
Le perdant
Le perdant de la partie est la personne ayant le moins de points en main. Il peut y avoir plusieurs perdants à égalité. Si tous les joueurs ont le même nombre de points, la partie est remise.
Le(s) perdant(s) doit (doivent) déposer une pièce au centre de la table. Chaque joueur peut perdre 4 fois (3 pièces + une chance supplémentaire).
le gagnant
Il ne peut y avoir qu'un seul gagnant. Celui-ci est le seul joueur encore en jeu (ayant perdu moins de 4 fois). Il remporte alors l'ensemble des pièces posées sur la table (3 fois le nombre de joueurs).

## Origine du jeu
Ce jeu est joué en Autriche et en Allemagne et porte le nom de 17 et 4. Un jeu de cartes avec le but, de gagner 31 points se nomme Hosä abä  (suisse pour: pantalon relevé) ou Schwimmen.
En France ce jeu est aussi connu sous le nom de Mistigri (pantalon baissé dans le sénonais)

## Variante
Une autre variante utilise 52 cartes (soit un paquet complet, sans les jokers) et possède des règles différentes, même si le but du jeu et l'inspiration sont les mêmes.

Le nombre de point/pièce/vie dont dispose chaque joueur est laissé à la discrétion des joueurs, au début de la partie.

## Règles
Le but est d'avoir 31 points en main.

On distribue 3 cartes à chaque joueur et on place le paquet restant au centre de la table, face cachée. La carte sur le dessus du paquet est ensuite retournée et placé à côté du paquet.

Ensuite, le joueur à la gauche du brasseur doit choisir s'il prend la carte retournée ou la carte cachée sur le dessus du paquet. Après avoir choisi sa carte, le joueur jette une de ses cartes au centre, sur les cartes visibles. La même opération se répète ensuite pour le joueur à sa gauche.

Lorsqu'un joueur, après avoir pigé et jeté, a 31 points en main, il met son jeu sur la table et la partie s'arrête. Le joueur ayant mis 31 points sur la table gagne automatiquement. Les autres joueurs doivent révéler leur jeu respectif afin de déterminer qui va perdre un point. Si un autre joueur avait 31 points dans les mains et qu'il avait omis de les mettre sur la table, il perd, lui aussi, un point.

Durant la partie, un joueur peut, au début de son tour de jeu (donc avant d'avoir pigé/jeté) taper sur la table, signifiant ainsi qu'à son prochain tour la partie va s'arrêter puisqu'il va mettre sur la table son jeu. Trois raisons sont possibles pour mettre sur la table son jeu:
- Avoir trois fois l'As

- Avoir un nombre élevé de points en main (par exemple 30),
- Éviter qu'un joueur précis ne puisse récolter une main trop forte.

Lorsque la partie s'arrête parce qu'un joueur a annoncé qu'il mettait cartes sur table, le vainqueur et le(s) perdant(s) sont déterminés selon 4 facteurs:
- Celui qui a la plus haute main l'emporte,
- Celui (ou ceux) qui a(ont) la plus basse main perd(ent) un point (ou vie),
- Si deux joueurs (ou plus) ont la main la plus haute, celui des deux qui aura annoncé carte sur table perd automatiquement un point (ou vie). Veuillez noter que si plusieurs joueurs ont la main la plus haute, mais qu'aucun des deux n'a annoncé carte sur table, aucun des deux ne perd un point (ou vie).
- Si le joueur qui a annoncé carte sur table n'a pas la main la plus haute, il perd automatiquement un point (ou vie).

Le dernier joueur à posséder des points/vies est le gagnant.

## Combinaisons possibles
Veuillez noter le titre de cette section Combinaisons possibles, et non trios possibles. La raison en est simple, c'est qu'en cas où un joueur n'a pas un trio complet et qu'on doit mettre carte sur table, il déterminera son nombre de points en fonction de la paire ou de la carte ayant la valeur la plus élevée.

Les trios possibles sont les suivants:
- 3 cartes de même couleur, mais qui ne se suivent pas nécessairement. On additionne la valeur de chaque carte. Ex.: 6, 9, Valet de trèfles. Le total des points de cette main est 25 (6+9+10=25).
- 3 cartes de même valeur. Peu importe la valeur des cartes, la main rapporte 30 points. Veuillez noter qu'un trio d'As vaut, lui aussi, 30 points. Ex.: trio de 2, trio de 9, trio de Roi, etc.

Les autres combinaisons sont les suivantes :
- Les paires possibles doivent être de la même couleur (et non pas de la même valeur).
- Par exemple, un 10 et un As de trèfle rapporteront 21 points, tandis que deux 4 (cœur et pique, par exemple) ne vaudront rien, si ce n'est 4 points, pour l'un des deux cartes.
- Pour faire 31 points, il faut un As et soit 2 figures, soit 1 figure et un 10. Les trois cartes doivent être de la même couleur.